# MAGEB16
MAGEB16 (англ. MAGE family member B16) – білок, який кодується однойменним геном, розташованим у людей на короткому плечі X-хромосоми. Довжина поліпептидного ланцюга білка становить 324 амінокислот, а молекулярна маса — 36 178.
| 10         |  | 20         |  | 30         |  | 40         |  | 50         |
| ---------- |  | ---------- |  | ---------- |  | ---------- |  | ---------- |
| MSQDQESPRC |  | THDQHLQTFS |  | ETQSLEVAQV |  | SKALEKTLLS |  | SSHPLVPGKL |
| KEAPAAKAES |  | PLEVPQSFCS |  | SSIAVTTTSS |  | SESDEASSNQ |  | EEEDSPSSSE |
| DTSDPRNVPA |  | DALDQKVAFL |  | VNFMLHKCQM |  | KKPITKADML |  | KIIIKDDESH |
| FSEILLRASE |  | HLEMIFGLDV |  | VEVDPTTHCY |  | GLFIKLGLTY |  | DGMLSGEKGV |
| PKTGLLIIVL |  | GVIFMKGNRA |  | TEEEVWEVLN |  | LTGVYSGKKH |  | FIFGEPRMLI |
| TKDFVKEKYL |  | EYQQVANSDP |  | ARYEFLWGPR |  | AKAETSKMKV |  | LEFVAKVHGS |
| YPHSFPSQYA |  | EALKEEEERA |  | RARI       |  |            |  |            |

A: Аланін

C: Цистеїн

D: Аспарагінова кислота

E: Глутамінова кислота

F: Фенілаланін

G: Гліцин

H: Гістидин

I: Ізолейцин

K: Лізин

L: Лейцин

M: Метіонін

N: Аспарагін

P: Пролін

Q: Глутамін

R: Аргінін

S: Серин

T: Треонін

V: Валін

W: Триптофан

Кодований геном білок за функцією належить до пухлинних антигенів. 